# Gene Wilder
Jerome Silberman, conocido como Gene Wilder (Milwaukee, Wisconsin, 11 de junio de 1933-Stamford, Connecticut, 29 de agosto de 2016) fue un actor, director y guionista estadounidense conocido por haber aparecido en algunas de las obras más importantes de Mel Brooks, como Blazing Saddles, Los productores y Young Frankenstein, además de otras películas como Willy Wonka & the Chocolate Factory, El expreso de Chicago, El Principito, La mujer de rojo o Bonnie y Clyde.

## Biografía

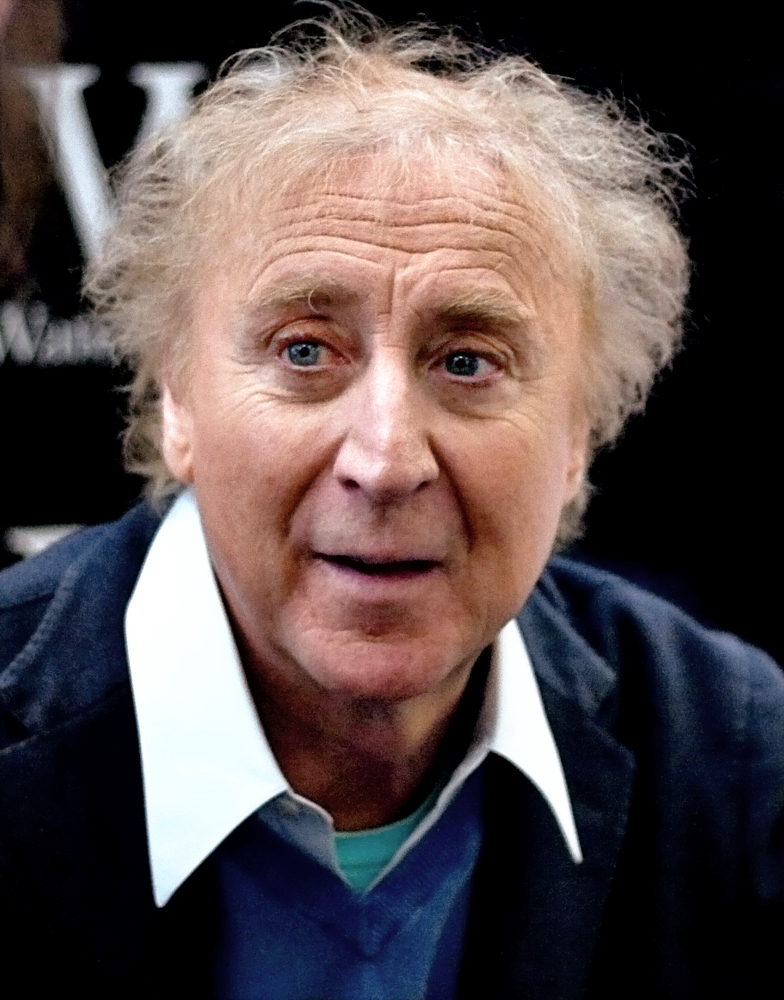
Gene Wilder en 2007

Nacido en Milwaukee en una familia de inmigrantes judíos rusos, Wilder estudió interpretación en la Universidad de Iowa, donde fue miembro de la Fraternidad Alpha Epsilon Pi. Se graduó en 1955 y después sirvió en el Ejército de los Estados Unidos desde 1956 hasta 1958. Allí sirvió como paramédico en el Departamento de Psiquiatría y Neurología del Valley Forge Army Hospital en Phoenixville, Pensilvania. 
Posteriormente, Wilder trabajó en el teatro además de ser conductor de limusinas y maestro de esgrima. Su carrera como actor se fomentó en algunas producciones del off-Broadway como The Complaisant Lover y Roots (1961), por lo que recibió los galardones Clarence Derwent. En 1964, tuvo la oportunidad de ser elegido para interpretar Mother Courage and Her Children junto a Anne Bancroft. A la actriz le gustó Wilder y habló de él al comediante Mel Brooks.
Entre 1960 se había casado con Mary Mercier. Su primer matrimonio fue precipitado y corto. Se conocieron mientras estudiaban teatro y los cinco años de relación se vieron marcados por largas separaciones, debidas a las giras teatrales que realizaban por trabajo.
El debut en la gran pantalla de Wilder fue con Bonnie y Clyde (1967) de Arthur Penn. Después hizo de Leo Bloom en Los productores (1968), junto con Zero Mostel, y de Willy Wonka en Un mundo de fantasía (1971) y del doctor Friederich Frankenstein en Young Frankenstein (1974).
En 1967 se había casado con Mary Joan Schulz, amiga de su hermana, madre de Katharine Wilder –que acabaría siendo, aunque adoptiva, su única hija–. Los siete años de matrimonio acabaron cuando ella se obsesionó con la idea de que él tenía una amante.
A finales de la década de 1970 y en los años 1980, apareció en cuatro películas junto con Richard Pryor, en la que fue una de las parejas cómicas interraciales más famosas de la historia del cine. Actuaron juntos en El expreso de Chicago (1976), Locos de remate (1981), No me chilles, que no te veo (1989) y No me mientas que te creo (1991).
En 1984 actuó en la taquillera comedia La mujer de rojo junto a Kelly LeBrock con banda sonora de Stevie Wonder. Antes en 1982 Wilder protagonizó Hanky Panky, donde conoció a Gilda Radner y con la que se casó en 1984, una relación que se mantuvo hasta el fallecimiento de la actriz (a causa de un cáncer de ovarios) en 1989. Su muerte afectó a Wilder, quien fundó la asociación Gilda's Club en su memoria y junto a Karen Boyer (terapeuta del habla a quien conoció cuando se preparaba para su papel en No me chilles, que no te veo, y con quien se casó en 1991) se convirtió en uno de los mayores activistas de la concienciación del cáncer de ovarios. En 1998 Wilder publicó el libro Gilda's Disease, donde explica sus experiencias junto a su tercera esposa. Un año después, Wilder se retiró del mundo del cine para dedicarse a las actividades humanitarias. 
En 2005, Wilder publicó sus memorias bajo el nombre Kiss Me Like A Stranger y en 2007 hizo lo mismo con su primera novela, centrada en la Primera Guerra Mundial, bajo el título My French Whore.
Wilder, quien padecía de alzheimer, falleció en su casa de Stamford, Connecticut, el 29 de agosto de 2016, debido a complicaciones derivadas de la enfermedad, según hizo público su familia en un comunicado.

## Filmografía

### Filmografía como director
- El hermano más listo de Sherlock Holmes (1975) (The Adventure of Sherlock Holmes’ Smarter Brother). También guionista
- El mejor amante del mundo (1977) (The World’s Greatest Lover). También guionista y productor
- Los seductores (película de 1980) (1980) (Sunday Lovers), de Gene Wilder, Bryan Forbes, Edouard Molinaro y Dino Risi. También guionista
- La mujer de rojo (1984) (The Woman in Red)
- Luna de Miel Embrujada (1986) (Haunted Honeymoon). También guionista

### Filmografía como actor
- Bonnie and Clyde (1967), de Arthur Penn
- Los productores (1968) (The Producers), de Mel Brooks
- Empiecen la revolución sin mi (1970) (Start the Revolution Without Me), de Bud Yorkin
- Quackser Fortune Has a Cousin in the Bronx (1970)
- Willy Wonka & the Chocolate Factory (1971) (Willy Wonka y la Fábrica de Chocolates), de Mel Stuart
- Todo lo que quiso saber sobre el sexo (1972) (Everything You Always Wanted to Know About Sex), de Woody Allen
- The Scarecrow (1972)
- Rhinoceros (1974)
- Young Frankenstein (1974), de Mel Brooks. También guionista
- Blazing Saddles (1974), de Mel Brooks
- El principito (The Little Prince, 1974), de Stanley Donen
- El hermano más listo de Sherlock Holmes (1975) (The Adventure of Sherlock Holmes’ Smarter Brother), de Gene Wilder
- El expreso de Chicago (1976) (Silver Streak), de Arthur Hiller
- El mejor amante del mundo (1977) (The World’s Greatest Lover), de Gene Wilder
- El rabino y el pistolero (1979) (The Frisco Kid), de Robert Aldrich
- Los seductores (1980) (Sunday Lovers), de Gene Wilder, Bryan Forbes, Edouard Molinaro y Dino Risi
- Locos de remate (1981) (Stir Crazy), de Sidney Poitier
- Hanky Panky (1982) (Hanky Panky), de Sidney Poitier
- La mujer de rojo (1984) (The Woman in Red), de Gene Wilder
- Terrorífica luna de miel (1986) (Haunted Honeymoon), de Gene Wilder
- No me chilles, que no te veo (1989) (See No Evil, Hear No Evil), de Arthur Hiller
- Funny Baby (1990) (Funny About Love), de Leonard Nimoy
- No me mientas que te creo (1991) (Another You), de Maurice Phillips
- Something Wilder (15 episodios). Un matrimonio formado por un cincuentón (Gene Wilder) y una treintañera (Hillary Bailey Smith) con sus gemelos de 4 años, son los protagonistas. Se grabaron 18 episodios, pero solo llegaron a emitirse 15 debido al poco éxito entre la audiencia.
- Alicia en el país de las maravillas (1999) (Alice in Wonderland), de Nick Willing
- Murder In A Small Town (1999) (Asesinato en Stamford (TV))
- The Lady In Question (1999) (La mujer en cuestión (TV))
- Will & Grace (Serie TV) (2002 - 2005) El señor Stein, después de retirarse Doucette, regresa de Inglaterra para dirigir "Doucette y Stein", Will es su brazo derecho; es la mitad de Doucette & Stein, el bufete de abogados en el que trabaja Will. El Sr. Stein aparece por primera vez en el episodio de la quinta temporada Boardroom and a Parked Place, habiendo estado ausente debido a que trabajaba en la oficina de Londres (aunque se revela que en realidad estaba en una institución mental). Es notablemente distraído y tiene pérdida de memoria a corto plazo, por lo que necesita que le recuerden constantemente su identidad y su entorno. También tiene una tendencia a estallar en canciones. Muestra un favoritismo flagrante hacia Will, lo que hace que los colegas de Will (incluidos Roz y Gary) lo resientan. En Sex, Losers and Videotape, tiene una breve historia de amor con Karen. Premios Emmy (2003) ganador Mejor actor invitado a serie de comedia. (Temporadas 5 a 8).

## Obras teatrales
- The Complaisant Lover (Broadway, 1962)
- Mother Courage and Her Children (Broadway, 1963)
- One Flew Over the Cuckoo's Nest (play) (Broadway, 1963)
- The White House (Broadway, 1964)
- Luv (Broadway, 1966)
- Laughter on the 23rd Floor (Londres, 1996)

## Premios y distinciones
Óscar
| Año  | Categoría                       | Película           | Resultado |
| ---- | ------------------------------- | ------------------ | --------- |
| 1969 | Oscar al mejor actor de reparto | Los productores    | Nominado  |
| 1975 | Oscar al mejor guion adaptado   | Young Frankenstein | Nominado  |

Premios Emmy
| Año  | Categoría                               | Serie        | Resultado |
| ---- | --------------------------------------- | ------------ | --------- |
| 2003 | Mejor actor invitado a serie de comedia | Will & Grace | Ganador   |